# Spånga station

Spånga är en station på Stockholms pendeltågsnät belägen i stadsdelen Solhem i Västerort inom Stockholms kommun. Stationen ligger vid Mälarbanan, 11,4 kilometer från Stockholms centralstation. Entrén med biljetthall är belägen i plattformens södra ände och nås från en gångbro mellan bostadsområdet Solhöjden och Spånga Stationsplan. Antalet påstigande en genomsnittlig vintervardag beräknas till 7 900.

## Historik
Den första stationen på platsen öppnades då Stockholm-Västerås-Bergslagens Järnväg invigdes den 15 december 1876. I början stannade både fjärrtåg och lokaltåg till Kungsängen här. 1888 blev Spånga en grenstation för banan mot Lövsta och Hässelby villastad. År 1908 byggdes ett nytt stationshus ritat av arkitekten Erik Lallerstedt, vilket revs 1975 och ersattes av en plåtbyggnad ovanför spåren. I samband med Mälarbanans utbyggnad till fyrspår kommer ombyggnader att ske.

## Bussterminal
I anslutning till stationen finns en bussterminal för bussar inom Västerort och till närliggande områden samt nattbusslinje.
Antal påstigande på bussarna är runt 8 100 per vardag.

## Bilder

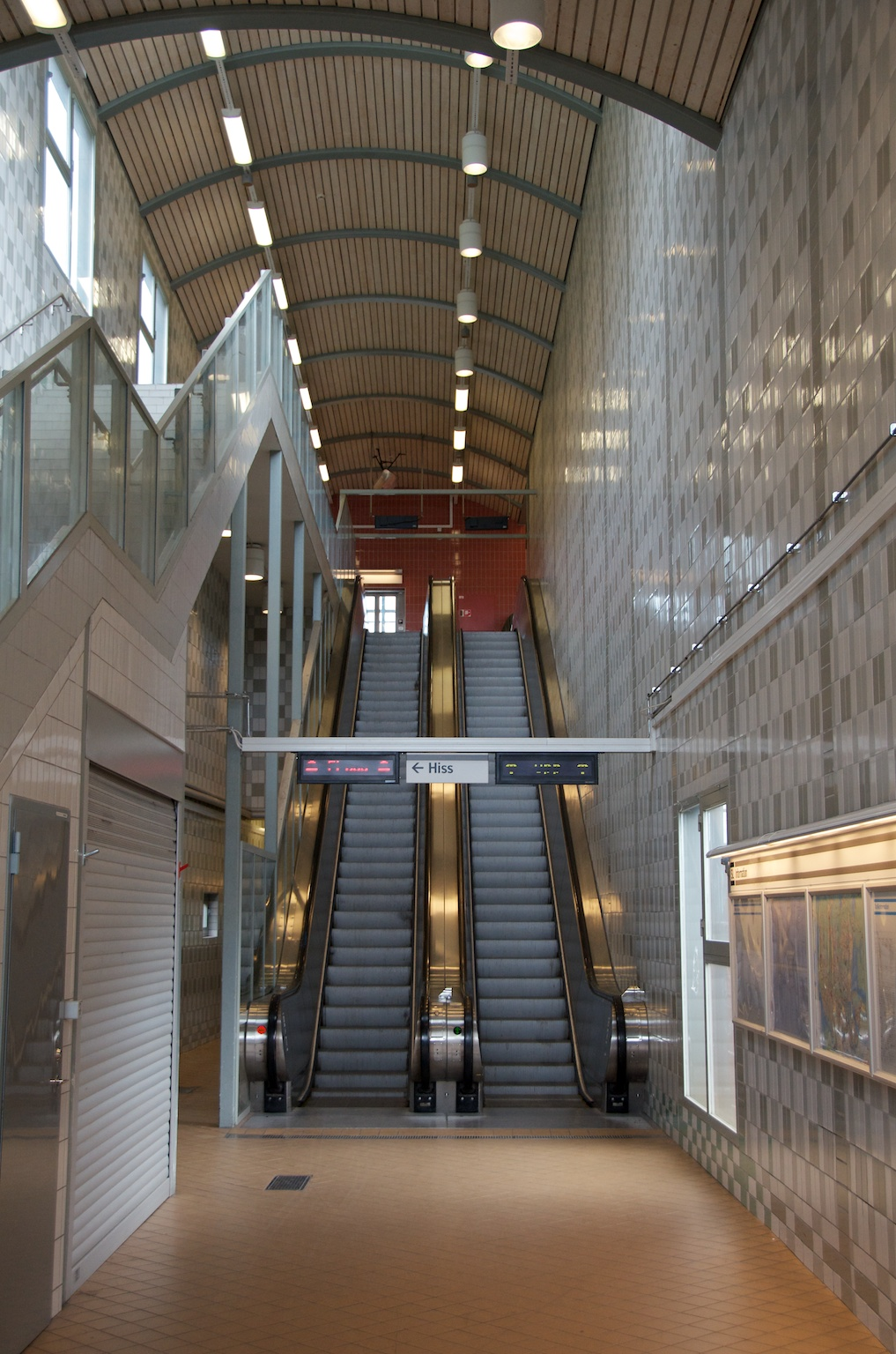
Rulltrapporna vid Spånga station
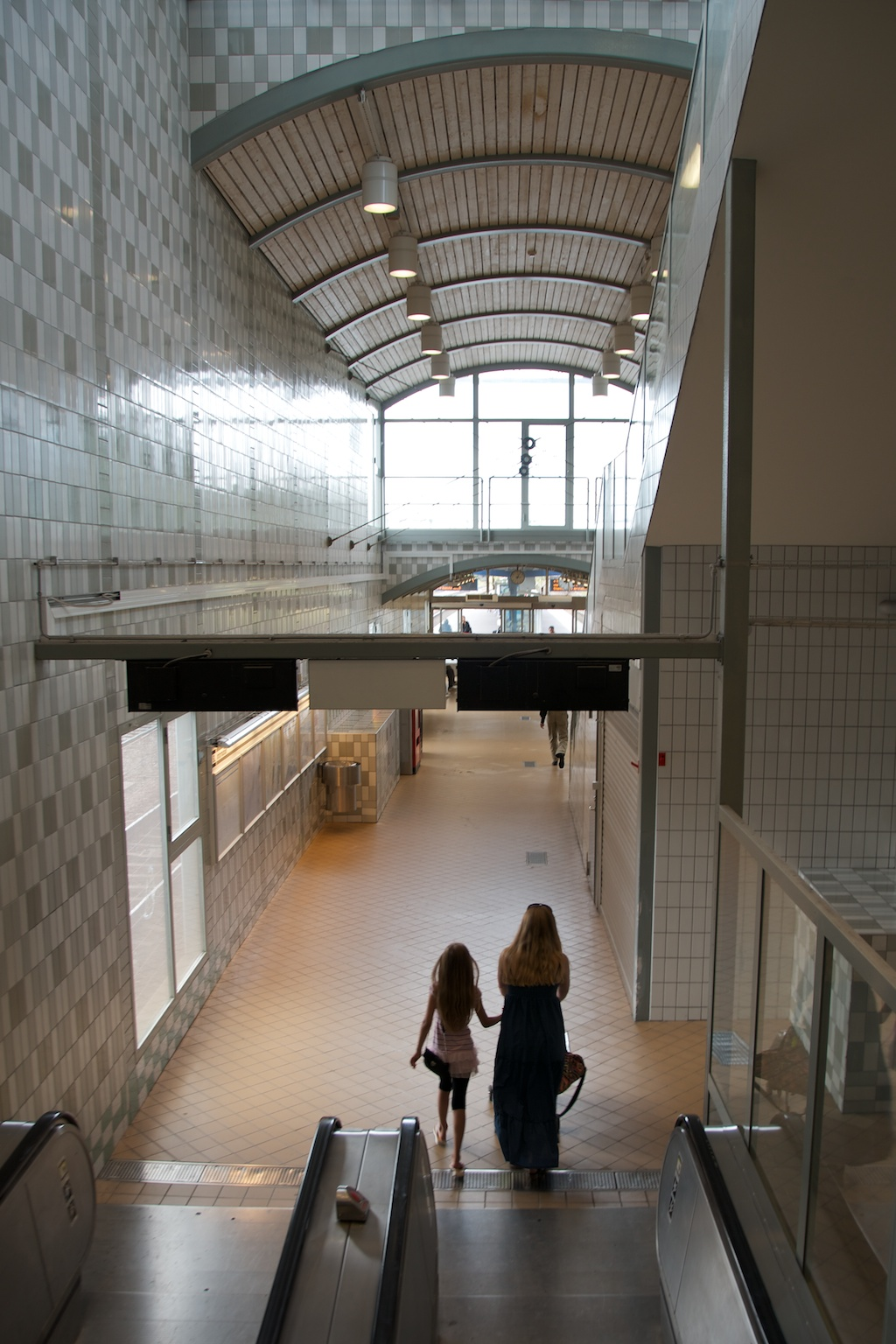
Det är högt i tak i vänthallen vid Spånga station
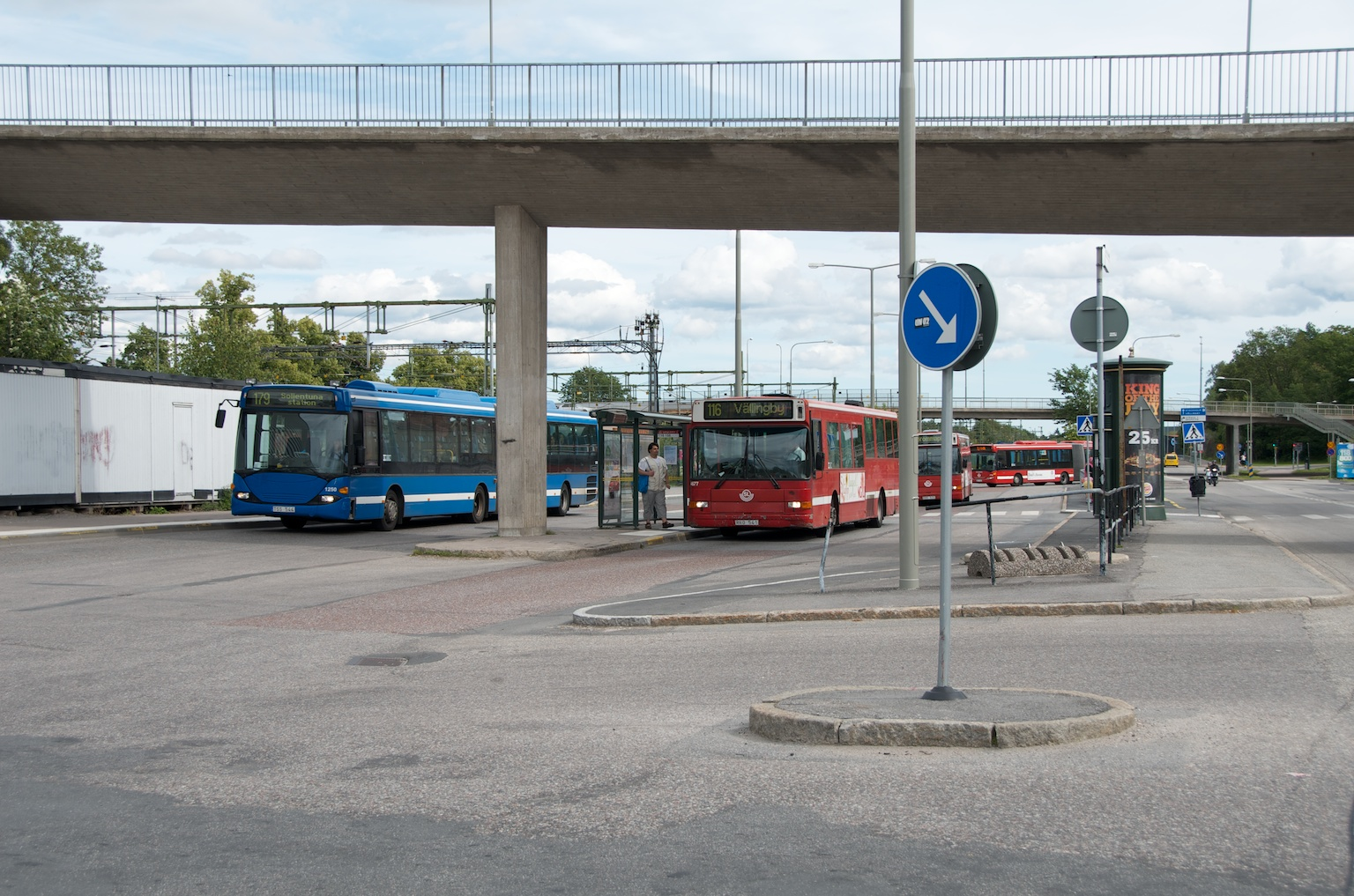
Busstationen vid Spånga station